# Documenta 12

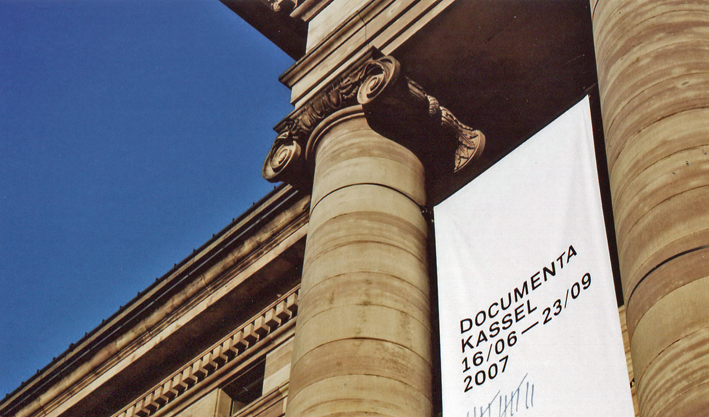
documenta 12

documenta 12 est la douzième édition de l'exposition quinquennale d'art contemporain documenta.
Elle s'est déroulée du 16 juin au 23 septembre 2007 à Cassel, en Allemagne. Le directeur artistique était Roger M. Buergel (en) et la commissaire Ruth Noack (en).
Documenta 12 magazines (en) a été l'un des projets centraux de l'exposition documenta, projet conçu et réalisé par Georg Schöllhammer.

## Participants
| A                    |                                 |                        |                    |                 |
| Sonia Abián          | Ferran Adrià                    | Saâdane Afif           | Ai Weiwei          | Halil Altındere |
| Eleanor Antin        | Ryōko Aoki                      | David Aradeon          | Ibon Aranberri     |                 |
| B                    |                                 |                        |                    |                 |
| Monika Baer          | Maja Bajević                    | Yael Bartana           | Mária Bartuszová   |                 |
| Ricardo Basbaum      | Johanna Billing                 | Cosima von Bonin       | Trisha Brown       |                 |
| C                    |                                 |                        |                    |                 |
| Graciela Carnevale   | James Coleman                   | Alice Creischer        |                    |                 |
| D                    |                                 |                        |                    |                 |
| Danica Dakić         | Juan Davila                     | Dias & Riedweg         | Gonzalo Díaz       |                 |
| Atul Dodiya          | Ines Doujak                     | Lili Dujourie          | Lukas Duwenhögger  |                 |
| F                    |                                 |                        |                    |                 |
| Harun Farocki        | León Ferrari                    | Iole de Freitas        | Peter Friedl       |                 |
| G                    |                                 |                        |                    |                 |
| Poul Gernes          | Andrea Geyer                    | Simryn Gill            | David Goldblatt    | Sheela Gowda    |
| Ion Grigorescu       | Grupo de artistas de vanguardia | Dmitri Gutov           |                    |                 |
| H                    |                                 |                        |                    |                 |
| Sharon Hayes         | Romuald Hazoumè                 | Hu Xiaoyuan            | Ashley Hunt        |                 |
| I–J                  |                                 |                        |                    |                 |
| Sanja Iveković       | Luis Jacob                      | Jorge Mario Jáuregui   |                    |                 |
| K                    |                                 |                        |                    |                 |
| Amar Kanwar          | Mary Kelly                      | Běla Kolářová          | Abdoulaye Konaté   | Bill Kouélany   |
| Jirí Kovanda         | Sakarin Krue-On                 | Zofia Kulik            | KwieKulik          |                 |
| L                    |                                 |                        |                    |                 |
| Louise Lawler        | Zoe Leonard                     | Lin Yilin              | Lee Lozano         | Lu Hao          |
| M–N                  |                                 |                        |                    |                 |
| Churchill Madikida   | Iñigo Manglano-Ovalle           | Kerry James Marshall   | Agnes Martin       |                 |
| John McCracken       | Nasreen Mohamedi                | Andrei Monastyrski     | Olga Neuwirth      |                 |
| O                    |                                 |                        |                    |                 |
| J.D. 'Okhai Ojeikere | Anatoli Osmolovski              | George Osodi           | Jorge Oteiza       |                 |
| P                    |                                 |                        |                    |                 |
| Annie Pootoogook     | Charlotte Posenenske            | Kirill Preobrazhenskiy | Florian Pumhösl    |                 |
| R                    |                                 |                        |                    |                 |
| Yvonne Rainer        | CK Rajan                        | Gerhard Richter        | Alejandra Riera    |                 |
| Gerwald Rockenschaub | Lotty Rosenfeld                 | Martha Rosler          |                    |                 |
| S                    |                                 |                        |                    |                 |
| Luis Sacilotto       | Katya Sander                    | Mira Schendel          | Dierk Schmidt      | Kateřina Šedá   |
| Allan Sekula         | Ahlam Shibli                    | Andreas Siekmann       | Nedko Solakov      | Jo Spence       |
| Grete Stern          | Hito Steyerl                    | Imogen Stidworthy      | Mladen Stilinović  |                 |
| Jürgen Stollhans     | Shooshie Sulaiman               | Oumou Sy               | Alina Szapocznikow |                 |
| T                    |                                 |                        |                    |                 |
| Atsuko Tanaka        | David Thorne                    | Guy Tillim             |                    |                 |
| U–Z                  |                                 |                        |                    |                 |
| Lidwien van de Ven   | Simon Wachsmuth                 | Xie Nanxing            | Yan Lei            |                 |
| Tseng Yu-Chin        | Zheng Guogu                     | Artur Żmijewski        |                    |                 |